# 2013 TE228
2013 TE228 est un objet transneptunien, faisant partie des plutinos, d'un diamètre d'environ 200 km.